# ラーチャプラーロップ駅
ラーチャプラーロップ駅（ラーチャプラーロップえき、タイ語ป้ายหยุดรถไฟราชปรารภ）は、タイ王国、バンコク都ラーチャテーウィー区にあるタイ国有鉄道東本線及びエアポート・レール・リンクの駅。タイ国鉄による正式分類上では「駅」より格下の「停車場」である。このためラーチャプラーロップ停車場が正式名称となる。

## タイ国有鉄道東本線

### 概要
1908年1月24日、当駅付近を含むタイ国鉄東本線第1期区間バンコク（フワランポーン） - チャチューンサオ間が開通。1936年10月15日には、当駅の東方のマッカサン駅と、西方の北本線チットラッダー王室駅との間を短絡する貨物線が開通し、当駅付近では東線の本線と短絡線が並行して敷設されていた。
エアポート・レール・リンクの建設に際しては、西隣のパヤータイ駅の西方で本線から短絡線が分岐するように改められ、並行していた二線のうち一線分が撤去された。撤去により空いた用地を利用してエアポート・レール・リンクの高架橋が建設されている。

### 駅構造
当駅自体は片面ホーム1面1線の棒線駅で、地平駅である。エアポート・レール・リンクの建設前は側線等があったが、建設に伴い縮小された。

## エアポート・レール・リンク

### 概要
2006年9月28日に開港したスワンナプーム国際空港（新バンコク国際空港 New Bangkok International Airport, NBIA とも呼ばれている。）の旅客輸送を主目的として、2010年8月23日に正式開業。ラーチャプラーロップ通り沿いに位置する高架駅である。

### 駅構造
相対式ホーム2面2線を有する高架駅である。

#### 駅階層
| 3階          |                                |                        |
| 相対式ホーム |                                |                        |
| 1番線        | マッカサン、スワンナプーム方面 |                        |
| 2番線        | パヤータイ行き                 |                        |
| 相対式ホーム |                                |                        |
| 2階          | コンコース                     | 自動券売機、自動改札口 |
| 1階          | 出入口                         | 駐車場                 |

### 駅周辺
- バイヨーク
- ランナム通り